# Schlacht von Bern
Als Schlacht von Bern wird das Viertelfinalspiel zwischen Brasilien und Ungarn während der Fußball-Weltmeisterschaft 1954 in der Schweiz bezeichnet. Das Spiel fand am 27. Juni 1954 im Stadion Wankdorf in Bern statt und endete 4:2 für Ungarn. Weil der englische Schiedsrichter Arthur Ellis drei Spieler des Feldes verwies, gilt es als eines der brutalsten Weltmeisterschaftsspiele. Die Unsportlichkeiten zwischen den Spielern wurden auch nach dem Schlusspfiff in den Umkleidekabinen weitergeführt.

## Ausgangslage
Die Weltmeisterschaft 1954 ist mit einem Durchschnitt von 5,38 pro Spiel erzielten Toren die bisher torreichste WM.
Die brasilianische Mannschaft war für ihren attraktiven Angriffsfußball bekannt. In ihren beiden Gruppenspielen erzielte sie sechs Tore, wobei Mexiko mit 5:0 geschlagen und gegen Jugoslawien ein 1:1 nach Verlängerung erreicht wurde. Da die Tordifferenz bei diesem Turnier keine Beachtung für die Ermittlung des Tabellenplatzes fand, musste das Los entscheiden. Somit wurde Brasilien zum Gruppenzweiten.
Ungarn hatte den Fußball im Nachkriegseuropa durch seinen Offensivfußball revolutioniert; 1953 gelang dem Nationalteam ein 6:3-Auswärtssieg gegen das bis dato zuhause von außerbritischen Mannschaften ungeschlagene England. Zu Beginn der WM 1954 war die Mannschaft um den Stürmerstar Ferenc Puskás seit vier Jahren unbesiegt. In ihrer Gruppe erzielte die ungarische Mannschaft 17 Tore in zwei Spielen. Dabei wurden Südkorea mit 9:0 und Deutschland mit 8:3 geschlagen.

## Spielverlauf
Das Spiel wurde bei strömendem Regen angepfiffen. Der rutschige und aufgeweichte Boden erschwerte beiden Teams die Ballkontrolle. Schon in der 3. Minute brachte Nándor Hidegkuti Ungarn in Führung, Sándor Kocsis baute die Führung vier Minuten später auf 2:0 aus. In der 18. Minute entschied Schiedsrichter Ellis auf Elfmeter für Brasilien. Djalma Santos verwandelte den Strafstoß und verkürzte auf 2:1.
Während das Spiel in der ersten Hälfte noch unauffällig verlief, war es in der zweiten Halbzeit von Härte und Ausschreitungen geprägt. In der 60. Minute pfiff Ellis Elfmeter für Ungarn, was brasilianische Journalisten und Offizielle aufbrachte. Mehrere Brasilianer stürmten das Spielfeld und konnten nur durch den Einsatz von Polizeibeamten dazu gebracht werden, den Rasen wieder zu verlassen. Mihály Lantos verwandelte den Elfmeter zum 3:1. Jetzt wurde das Spiel immer wieder von brutalen Fouls unterbrochen. Der brasilianische Stürmer Julinho erzielte in der 65. Minute den Anschlusstreffer zum 3:2. In der 70. Minute wurde József Bozsik von Nilton Santos gefoult. Es kam zwischen den beiden Spielern zu Handgreiflichkeiten und Ellis verwies beide des Feldes. Die restliche Spielzeit war von rüden Attacken gekennzeichnet. In der 78. Minute wurde der Ungar Gyula Lóránt von Humberto Tozzi umgetreten. Auch Tozzi wurde des Feldes verwiesen. Zwei Minuten vor Schluss erzielte Kocsis dann den 4:2-Endstand.
Schiedsrichter Ellis pfiff 42 Freistöße und zwei Elfmeter. Er sprach vier Verwarnungen aus und verwies drei Spieler des Feldes. Die Brasilianer drangen in die Umkleidekabine der Ungarn ein, wo es zu weiteren Schlägereien und Handgreiflichkeiten kam.

## Nach dem Spiel
Der englische Schiedsrichter Ellis, dem italienische Reporter ein gebieterisches Auftreten bescheinigten und dessen Spielleitung es nach allgemeiner Ansicht zu verdanken war, dass die chaotischen Zustände nicht noch größer wurden, wurde nach dem Spiel von aufgebrachten brasilianischen Fans als Kommunist beschimpft. In seiner 1962 veröffentlichten Biografie schrieb Ellis, er sei überzeugt, dass nach Jahren der Rückbetrachtung dieses Spiel eine Schlacht der Politik und Religion war, und zwar zwischen der Politik des kommunistischen Ungarn und der Religion der katholischen Brasilianer. Er bezeichnete das Spiel als entsetzlich. Heute wären so viele Spieler vom Platz geflogen, dass das Spiel hätte abgebrochen werden müssen. Sein einziger Gedanke war, dass er das Spiel unbeirrt zu Ende bringen musste. Für ihn war es zudem überraschend, dass die FIFA keinerlei Sanktionen verhängte. Ellis war überzeugt, dass viele der Komitee-Mitglieder fürchteten, Reisen in schöne Gegenden absagen zu müssen.
Der ungarische Trainer Sebes sprach ebenfalls von einer Schlacht, einem brutalen und unzivilisierten Spiel. Sebes selbst erlitt bei den Handgreiflichkeiten nach dem Spiel eine Wunde im Gesicht, die mit vier Stichen genäht wurde. Auch Ferenc Puskás, der ungarische Spielmacher, der wegen einer Verletzung nicht eingesetzt werden konnte, beteiligte sich an den Schlägereien nach dem Spiel.
Im weiteren Turnierverlauf erreichten die siegreichen Ungarn das Finale, nachdem im Halbfinale Uruguay mit 4:2 nach Verlängerung geschlagen worden war. Im Finale traf Ungarn auf den Vorrundengegner Deutschland. Das Spiel, diesmal wieder mit Ferenc Puskas, ging als Wunder von Bern in die Geschichte des Fußballs ein und endete mit einem 3:2-Sieg der deutschen Mannschaft.
Die ausgeschiedenen Brasilianer wurden hingegen bei ihrer Rückkehr als Helden gefeiert. Eine Zeitung forderte Ehre für diejenigen, die zu kämpfen wissen.

## Aufstellung
| Ungarn                                   | Ungarn | Brasilien | Brasilien |
| ---------------------------------------- | --- | --- | --------- |
| Ungarn                                   | \| Viertelfinale \| \| 27. Juni 1954 in Bern (Stadion Wankdorf) \| \| Ergebnis: 4:2 (2:1) \| \| Schiedsrichter: Arthur Ellis ( England) \| \| Spielbericht \|                                      | \| Viertelfinale \| \| 27. Juni 1954 in Bern (Stadion Wankdorf) \| \| Ergebnis: 4:2 (2:1) \| \| Schiedsrichter: Arthur Ellis ( England) \| \| Spielbericht \|                                     | Brasilien |
| Ungarn                                   | Gyula Grosics – Jenő Buzánszky, Mihály Lantos, József Bozsik – Gyula Lóránt, József Zakariás – József Tóth, Sándor Kocsis, Nándor Hidegkuti, Zoltán Czibor, Mihály Tóth Cheftrainer: Gusztáv Sebes | Carlos José Castilho – Djalma Santos, Nílton Santos, Brandãozinho – João Carlos Batista Pinheiro, José Carlos Bauer – Julinho, Didi, Baltazar, Maurinho, Humberto Tozzi Cheftrainer: Zezé Moreira | Brasilien |
| Ungarn                                   | 1:0 Hidegkuti (4.) 2:0 Kocsis (7.) 3:1 Lantos (60., Foulelfmeter) 4:2 Koscis (88.) | 2:1 Djalma Santos (18., Foulelfmeter) 3:2 Julinho (65.) | Brasilien |
| Ungarn                                   | Platzverweis: Bozsik (71.) | Platzverweise: Nílton Santos (71.), Humberto Tozzi (79.) | Brasilien |
| Viertelfinale                            | | |           |
| 27. Juni 1954 in Bern (Stadion Wankdorf) | | |           |
| Ergebnis: 4:2 (2:1)                      | | |           |
| Schiedsrichter: Arthur Ellis ( England)  | | |           |
| Spielbericht                             | | |           |